# Ivaylo Cove
Die Ivaylo Cove (englisch; bulgarisch Ивайлов залив Iwajlow saliw) ist eine 500 m breite und 900 m lange Bucht an der Ostküste von Snow Island im Archipel der Südlichen Shetlandinseln. Sie wird von den beiden Seitenarmen der Hall-Halbinsel eingefasst, wobei der südlichere erweitert ist um eine Reihe von Klippenfelsen.
Britische Wissenschaftler kartierten sie 1968. Die bulgarische Kommission für Antarktische Geographische Namen benannte sie 2006 nach dem bulgarischen Zaren Iwajlo, der von 1278 bis zu seinem Tod im Jahr 1280 geherrscht hatte.